# 姜炳璋
姜炳璋（1709年—1786年），字石貞，號白岩，浙江象山丹城横十字巷人，清代政治人物，進士出身。
父姜桂萼，以孝闻鄉里。生於康熙四十八年（1709年）七月初三日，十歲能文，十六歲補博士弟子員。乾隆十五年（1750年）庚午科舉人，乾隆十六年（1751）浙江学政雷鋐以“浙东一学者”荐于朝。明年选拔为象山第一名拔贡。乾隆十九年（1754年）甲戌科進士，因其貌不揚而未授官，居鄉候選十年，乾隆二十九年始授四川石泉（今北川）知縣。任石泉知县时，村民不知种水稻，以荞麦为粮。任內教導居村民種植水稻。與钱大昕、纪昀等称“八彦”。卒於乾隆五十一年（1786年）。著有著有《周易通旨》八卷、《禹贡言贞言错辨》一卷、《诗序广义》二十四卷、《诗经提纲》一卷、《周礼提纲》一卷、《枟弓钺》一卷、《读左补义》五十卷、《八分隶楷考》一卷、《三朝百官志》六卷、《历朝纪元考》一卷、《两汉总论》一卷、《范香溪年谱》一卷、《姜忠肃祠堂志》二卷，《尊行日记》四十八卷、《尊乡集》四卷、《古诗忆》一卷、《玉溪生诗解》四卷、《白岩山人诗文集》四卷、《兰江晤语》一卷、《鄮风》一卷、《霜鸿留影集》一卷、《栾栾草》一卷、《鸣榔纪賸》一卷等。